# Vito Di Tano
Vito Di Tano (Monopoli, 23 settembre 1954 – Pezze di Greco, 5 febbraio 2025) è stato un ciclocrossista e ciclista su strada italiano. Campione del mondo di ciclocross nel 1979 e nel 1986, vinse anche sei titoli italiani.

## Biografia
Di Tano iniziò a gareggiare nel ciclocross sin da ragazzo, con la partecipazione nel 1969 ai Giochi della Gioventù con la Libertas Fasano. Dopo qualche anno tra Puglia e Toscana, un infortunio gli impedì l'approdo tra i professionisti. Nel 1978 passò al Gruppo Sportivo Guerciotti, di cui diventa atleta di punta, rimanendovi fino al termine della carriera.
Nello stesso anno partecipò per la prima volta ai mondiali, terminando al quinto posto ad Amorebieta, in Spagna. Il successo iridato arrivò l'anno seguente a Saccolongo, in provincia di Padova. Nel 1980 vinse il primo dei suoi sei titoli nazionali (1980, 1982, 1983, 1984, 1986, 1987), cui si aggiunsero i piazzamenti tra i primi dieci in altre quattro prove iridate e un secondo titolo mondiale ottenuto a Lembeek nel 1986.
All'attività nel ciclocross, Di Tano affiancò anche quella su pista, benché solo a livello regionale – fu campione pugliese individuale a punti e a squadre nel 1977 – e su strada, in cui fu nazionale dilettanti nel 1974, anno in cui partecipò al Giro di Jugoslavia terminando al terzo posto nella classifica finale; fu anche vincitore a Legnago (VR) nel 1975. 
Nel 1976 si aggiudicò la 10ª tappa al Giro del Messico, e fu poi vincitore per 4 volte della Coppa San Rocco a Locorotondo (BA) e nel 1986 della Coppa Messapica.
Di Tano è morto nel 2025, per le complicazioni di un tumore polmonare diagnosticatogli pochi mesi prima e aggiuntosi alla sclerodermia che lo affliggeva da diciotto anni. 

## Vita privata
Ebbe tre figli e sopravvisse alla moglie. 

## Palmarès

### Cross
- 1978

Trofeo Guerciotti (Milano)
- 1979

Campionati del mondo,  (Saccolongo)
Gran Premio Internazionale di Silvelle di Trebaseleghe (Silvelle)
- 1980

Campionati italiani
- 1981

Gran Premio dell'Epifania (Solbiate Olona)
- 1982

Campionati italiani
- 1983

Trofeo Guerciotti (Milano)
Campionati italiani,
Gran Premio Internazionale di Silvelle di Trebaseleghe (Silvelle)
- 1984

Campionati italiani,
Gran Premio Internazionale di Silvelle di Trebaseleghe (Silvelle)
- 1985

Gran Premio Internazionale di Silvelle di Trebaseleghe (Silvelle)
- 1986

Campionati del mondo,  (Lembeek)
Campionati italiani
- 1987

Campionati italiani

## Piazzamenti

### Competizioni mondiali
- Campionati del mondo

Amorebieta-Etxano 1978 - Dilettanti: 5º
Saccolongo 1979 - Dilettanti: vincitore
Wetzikon 1980 - Dilettanti: 9º
Tolosa 1981 - Dilettanti: 5º
Lanarvily 1982 - Dilettanti: 5º
Birmingham 1983 - Dilettanti: 21º
Oss 1984 - Dilettanti: 11º
Monaco di Baviera 1985 - Dilettanti: 18º
Lembeek 1986 - Dilettanti: vincitore
Mladá Boleslav 1987 - Dilettanti: 37º
Hägendorf 1988 - Dilettanti: 6º
Pontchâteau 1989 - Dilettanti: 27º
Getxo 1990 - Dilettanti: 28º

## Riconoscimento
- Medaglia d'oro al valore atletico (1979)[1]
- Palma di bronzo al merito tecnico conferita dal CONI nel 2010